# Dave Vainqueur
Pour les articles homonymes, voir Vainqueur.
Pas d'image ? Cliquez ici

a Compétitions nationales et continentales officielles uniquement.

Dernière mise à jour le 27 juin 2013.
Dave Vainqueur, né le 15 février 1981 à Pointe-à-Pitre, est un joueur de rugby à XV français qui évolue avec la section paloise au poste d'ailier (1,90 m pour 98 kg).

## Biographie
Ancien athlète de haut niveau, plusieurs fois sélectionné en équipe de France jeune et plusieurs fois médaillé aux championnats de France d'athlétisme cadet et junior entre 1996 et 2000 en saut en longueur et triple saut[réf. nécessaire], il a également détenu le record de France minime du saut en longueur avec un bond de 7,11 m en 1996.
Il était l'un des ailiers les plus rapides du Top 14, chronométré (manuel) en 10,3 s, lorsqu'il pratiquait l'athlétisme.
Dave Vainqueur a joué trois matchs de Top 14 en 2005-06 et treize de Top 16 en 2004-05. Il a disputé sept matchs de Challenge européen.

## Carrière de joueur

### En club
- 2001-2002 : RC Nîmes
- 2002-2005 : AS Béziers
- 2005-2008 : SU Agen
- 2008-2009 : Stade français Paris
- 2009-2011 : SCA Albi
- 2011-2013 : Section paloise
- 2013-[Quand ?] : AS Pont Long
- 2015- : Valley Rugby Football Club (en)